# Хомутовський район
Хомутовський райо́н — адміністративно-територіальна одиниця і муніципальне утворення на заході Курської області Росії.
Адміністративний центр — селище Хомутовка.

## Географія
Розташований у західній частині області, межує із Рильським, Льговским, Конишевським, Дмитрієвским районами, Брянською областю та Україною. Територія - 1,2 тис. км² — 4 % території області.
Поверхня району — рівнина, порізана долинами річок та ярами. У районі протікають річки: Свапа, довжиною по території району 44 км, Суха Амонька — 24 км, Амонька 15 км, Сев — 24 км, Кисельовка — 22 км, Немеда — 22 км, Клевень — 9 км тощо. Річки мілководні, усі відносяться до басейну Дніпра.

## Історія
Хомутовський район в сучасних межах утворений в 1967 році.

## Демографія
Населення району становить 18,2 тис. осіб, у тому числі сільського - 12,8 тис. осіб. Усього налічується 143 сільських населених пунктів й селище міського типу Хомутовка.

### Національний склад
- росіяни - 95,9 %;
- українці - 2,8 %;
- білоруси - 0,2 %.